# Биккулово (Шаранский район)
Биккулово (баш. Биҡҡол) — деревня в Шаранском районе Республики Башкортостан Российской Федерации. Входит в состав Акбарисовского сельсовета.

## География

### Географическое положение
Находится на правом берегу речки Шалтык. Расстояние до:
- районного центра (Шаран): 9 км,
- центра сельсовета (Акбарисово): 6 км,
- ближайшей ж/д станции (Туймазы): 41 км.

## История
Деревня Биккулово основана по договорной записи башкир деревни Каръявдино Кыр-Еланской волости, данной тептярям из марийцев 1 июля 1632 года.
В 1783 году учтено 23 человека обоего пола в 2 дворах, в 1816 году — 13 душ мужского пола, в 1834 году в 7 дворах 29 человек обоего пола, в 1859 году в 10 дворах 52 человека.
В конце 1865 года — деревня Биккулова 3-го стана Белебеевского уезда Уфимской губернии, 11 дворов и 57 жителей (33 мужчины и 24 женщины), черемисы. Было 2 водяные мельницы.
В 1896 году в деревне Кичкиняшевской волости V стана Белебеевского уезда — 14 дворов и 72 жителя (42 мужчины, 30 женщин).
По описанию, данному в «Оценочно-статистических материалах», деревня находилась по склону на юго-восток к реке Шалтыку, возле селения протекал небольшой ключ. Надел был на одном участке, селение находилось на юго-востоке надела. Поля были возле селения по склону на юго-восток. Почва — чернозём, местами с примесью глины; кустарник был в двух участках. Люди возили хлеб в Дюртюли, получая по 70—80 копеек с воза в 18 пудов.
В 1906 году в деревне 19 дворов и 119 человек (60 мужчин, 59 женщин).
По данным подворной переписи, проведённой в уезде в 1912—13 годах, деревня Биккулова входила в состав Биктышевского сельского общества Кичкиняшевской волости. В ней имелось 19 хозяйств черемисов-припущенников (из них 2 безземельных), где проживало 102 человека (58 мужчин, 44 женщины). Количество надельной земли составляло 240 казённые десятины (из неё 125,32 сдано в аренду), в том числе 207 десятин пашни и залежи, 7 десятин выгона, 4 — сенокоса, 7 десятин усадебной земли и 15 — неудобной земли. Также 62,58 десятин было арендовано. Посевная площадь составляла 72,75 десятины, из неё 35 десятин занимала рожь, 13,25 — овёс, 8,5 — горох, 7,5 — просо, 6,75 — пшеница, остальные культуры (греча и полба) занимали 1,75 десятины. Из скота имелось 36 лошадей, 30 голов КРС, 97 овец и 42 козы. 4 хозяйства держали 23 улья пчёл. 1 человек занимался промыслами.
В 1920 году по официальным данным в деревне той же волости 21 двор и 107 жителей (58 мужчин, 49 женщин), по данным подворного подсчета — 104 марийца в 19 хозяйствах. К 1925 году осталось 16 хозяйств.
В 1926 году деревня относилась к Шаранской укрупнённой волости Белебеевского кантона Башкирской АССР.
В 1923 году деревня входила в состав Акбарисовского сельсовета, в 1929 году была передана в Урсаевский сельсовет.
По переписи 1939 года в деревне Биккулово Урсаевского сельсовета числилось 122 человека (55 мужчин, 67 женщин).
В 1959 году в деревне 113 жителей (44 мужчины и 69 женщин). В 1970 году здесь 95 человек (57 мужчин, 38 женщин).
В 1979 году в деревне проживало 77 жителей (43 мужчины, 34 женщины). В 1989 году — 58 человек (35 мужчин, 23 женщины).
В 2002 году — 56 человек (29 мужчин, 27 женщин), марийцы (98 %).
В марте 2009 года деревня была передана из упразднённого Урсаевского сельсовета в Акбарисовский.
В 2010 году — 47 человек (26 мужчин, 21 женщина).

## Население
| 2002 | 2009 | 2010 |
| ---- | ---- | ---- |
| 56   | ↘55  | ↘47  |

## Инфраструктура
Деревня электрифицирована и газифицирована, единственная улица представляет собой автодорогу районного значения, вымощенную щебнем.